# David LaFlamme
Pour les articles homonymes, voir LaFlamme.
David LaFlamme, né le 4 mai 1941 à New Britain au Connecticut et mort le 7 août 2023, est un violoniste virtuose de la musique classique et rock.

## Biographie
À l'âge de cinq ans, sa famille s'installe à Los Angeles et déménage trois ans après pour Salt Lake City. Sa mère d'origine mormone étant née et ayant grandi dans cette ville s'ennuyait de sa famille et désirait s'en rapprocher. Son père était mineur au Kannecott Copper Mines.
Commençant son éducation musicale à l'âge de cinq ans, LaFlamme a été violoniste solo pour l'Utah Symphony.
Après avoir brièvement servi dans l'armée américaine, il est revenu à la musique à San Francisco en 1962. Pendant les années 60 il a joué avec des célébrités du rock comme Jerry Garcia et Janis Joplin. Il a formé un premier groupe Electric Chamber Orkustra ou Orkustra puis la première version de Dan Hicks and His Hot Licks avec le chanteur Dan Hicks. Puis, en 1967, il a formé It's a Beautiful Day. Un disque éponyme est sorti en 1969 chez Columbia Records, contenant leur plus gros succès : White Bird dont les paroles ont été écrites par David LaFlamme et son épouse Linda.
Après un célèbre concert au Carnegie Hall en 1972, le groupe se dissout en 1974.
Il a alors sorti deux albums en 1978 pour Amherst records.

## Discographie

### Avec It's a Beautiful Day
- 1969 : It's a Beautiful Day
- 1970 : Marrying Maiden
- 1971 : Choice Quality Stuff/Anytime
- 1972 : Live at Carnegie Hall

### Solo
- 1978 : Inside Out
- 1978 : White Bird
- 1999 : avec Linda LaFlamme : 4th Annual Gathering on the Mountain 1-3
- 2000 : Workin' the Gold Mine
- 2003 : Beyond Dreams
- 2003 : Misery Loves Company
- 2004 : Live In Seattle

### Participations
- 1973 : Rod Taylor : Rod Taylor
- 1978 : Papa John Creach : Inphasion
- 1988 : Tracy Chapman : Tracy Chapman
- 1998 : Dan Hicks : Early Years